# Halsou
Halsou (Baskisch: Haltsu) is een gemeente in het Franse departement Pyrénées-Atlantiques (regio Nouvelle-Aquitaine). De plaats maakt deel uit van het arrondissement Bayonne. Halsou telde op 1 januari 2022 605 inwoners.

## Geografie
De oppervlakte van Halsou bedroeg op 1 januari 2022 5,08 vierkante kilometer; de bevolkingsdichtheid was toen 119,1 inwoners per km².

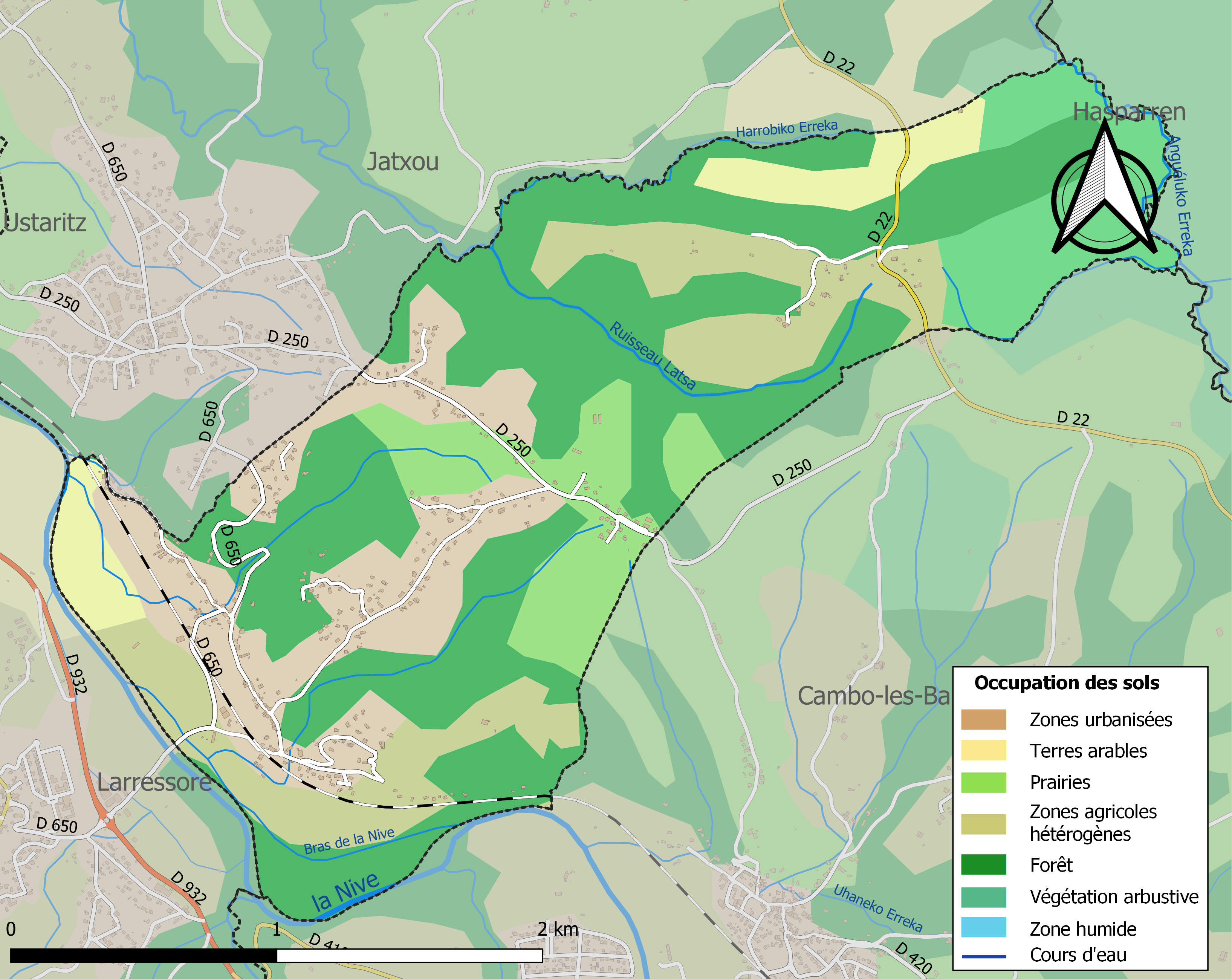
Kaart van de gemeente met belangrijkste infrastructuur, bodemgebruik en omliggende gemeenten

## Verkeer en vervoer
In de gemeente ligt de spoorweghalte Halsou - Larressore.

## Demografie
Onderstaande figuur toont het verloop van het inwonertal (bron: INSEE-tellingen).